# Gorenji Radenci
Gorénji Radénci je naselje v Sloveniji.

## Geografija
Povprečna nadmorska višina naselja je 198 m.
Pomembnejša bližnja naselja so: Kot ob Kolpi (4 km), Stari trg ob Kolpi (4 km), Predgrad (6 km) in Črnomelj (22 km).